# Катастрофа на летище „Пушкин“ на „Ту-104“ през 1981 г.
На 7 февруари 1981 г. пътнически самолет „Ту-104A“, който изпълнява полет от летище „Пушкин“, близо до Ленинград, до Москва, Руска СФСР, СССР, се разбива по време на излитане на 20 м от края на пистата и избухва в пламъци, което убива 49 от 50-те души на борда, включително 28 високопоставени съветски военни. Един човек от пилотската кабина е катапултиран от самолета и е намерен жив в снега недалеч от мястото на катастрофата, но умира на път за болницата. По време на излитането времето в района е лошо, при снежни метеорологични условия.
Разследването показва, че екипажът допуска неправилно натоварване на самолета. Открити са доказателства, които карат разследващите да вярват, че някои военни офицери не се съобразяват с разпределението на местата, дадени от екипажа, и че оказват натиск върху него да извърши полета в небезопасно състояние. Друг фактор, докладван от свидетели, е, че големи ролки хартия за печат са заредени на борда и се смята, че те се търкалят назад по време на при излитане, а това причинява изместване на центъра на тежестта зад приемливите граници. Това намалява стабилността на самолета и той е наклонен, което прави спускането на носа невъзможно за екипажа и катастрофата неизбежна.
Загиват много от висшите офицери на Тихоокеанския флот от Ленинград, които пътуват за срещи с военноморското командване, до Владивосток, през Хабаровск. Сред загиналите са 16 адмирали и генерали, включително командирът на Тихоокеанския флот адмирал Емил Спиридонов и съпругата му. И двамата са погребани с повечето други жертви на катастрофата в Серафимовското гробище в Ленинград, където е издигнат мемориал на загиналите по заповед на главнокомандващия на ВМС Сергей Горшков.